# Miravet
 Miravet es un municipio de Cataluña, España. Perteneciente a la provincia de Tarragona, en la comarca de Ribera de Ebro, situado al sur de ésta, a la derecha del río Ebro, y en el límite con las de Bajo Ebro y la Tierra Alta. Destaca el castillo templario de Miravet, situado sobre la colina que domina el río. 

## Demografía
Cuenta con una población de 688 habitantes (INE 2024).
| Gráfica de evolución demográfica de Miravet entre 1842 y 2021                                                         |
| |
| Población de derecho según los censos de población del INE. Población de hecho según los censos de población del INE. |

| 1900 | 1930 | 1950 | 1970 | 1981 | 1986 | 2012 |
| ---- | ---- | ---- | ---- | ---- | ---- | ---- |
| 1868 | 1391 | 1234 | 1014 | 865  | 844  | 789  |

## Patrimonio

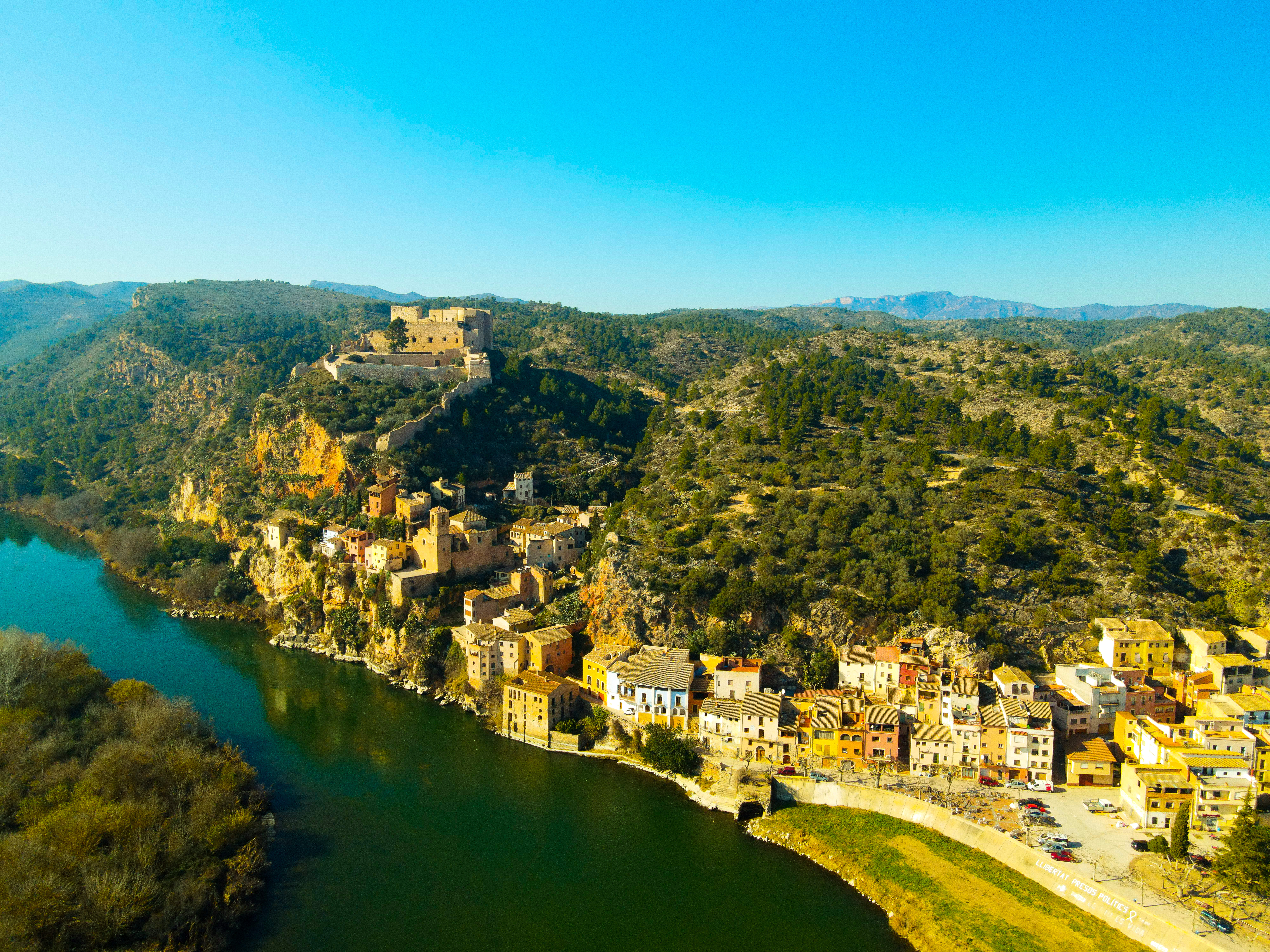
Miravet a vista de pájaro

### Castillo
Monumento declarado Bien de Interés Cultural, propiedad de la comunidad autónoma, es antigua fortaleza islámica convertida por la orden del Temple en castillo-convento a mediados del siglo XII, por su buena situación en un meandro del río Ebro. De estilo románico cisterciense y espíritu cruzado, está considerado uno de los mejores ejemplos de la arquitectura religiosa y militar de la orden del Temple en todo Occidente, junto con el de Peñíscola, y segundo castillo románico más importante de España, después de Loarre, y el que cuenta con más dependencias cubiertas de toda Cataluña.[cita requerida]

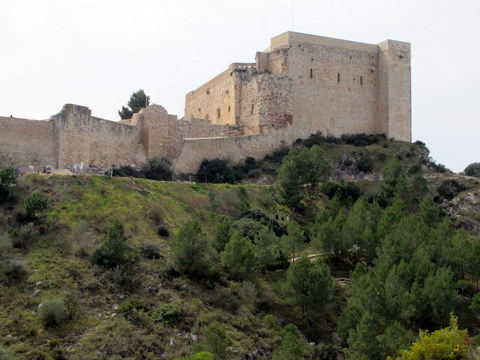
Castillo de Miravet

El Castillo de Miravet es de origen andalusí (pueden observarse aportaciones musulmanas de los periodos taifa y almorávide) que fue transformada y ampliada por los caballeros templarios. Estos lo reformaron creando un castillo convento (siglo XII). Es una mezcla de estilos islámico, bizantino y cisterciense.
El estilo del castillo corresponde al románico tardío y al gótico de transición, con salas para la autosuficiencia del castillo: almacén, bodega, cocina, iglesia. Se ha procedido a su restauración, tras su deterioro con las guerras carlistas y la Guerra Civil (1936-39).

### Paso de barca

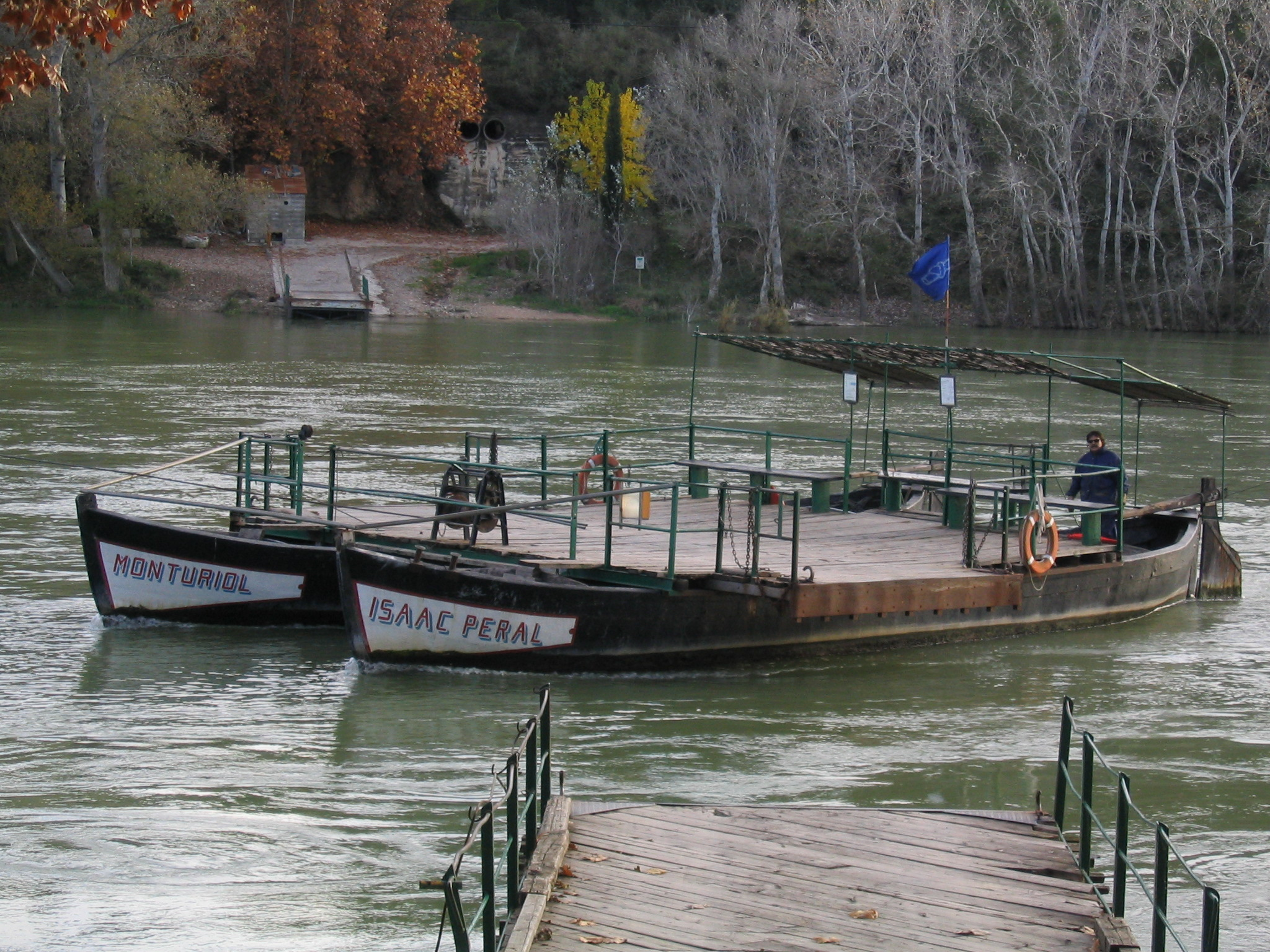
Paso de Barca de Miravet. Último transbordador que aún funciona sin motor (2003)

Último transbordador original de todo el Ebro que aún funciona sin motor, cruzando el río tan solo con la corriente del agua y la maestría del barquero.

### Pueblo antiguo
El pueblo antiguo de Miravet, Cap de la Vila, al pie del castillo y adaptado a la roca sobre el río Ebro, merece toda nuestra atención. En otro tiempo constituyó la rápita o centro urbano de la alquería musulmana de Miravet, desde sus orígenes (siglo VIII)- hasta la expulsión de su población en el siglo XVII.
Destaca a simple vista por su estampa panorámica, el tipismo de sus calles estrechas y porchadas, la última atarazana fluvial donde calafateaban los llaguts (siglo XI), el molino de aceite y barníz alfarero, la sede de la aljama morisca y su arcada mudéjar, la iglesia "vieja" renacentista de la orden del Hospital y el mirador de la Sanaqueta así como las ruinas de las casas destruidas a causa de la batalla del Ebro, la calle del Banco y la de las Ferrerías.
Es de especial atención su enclave y la verticalidad de la roca roja sobre la que se asienta el castillo, así como la ruta de les Blores, recorrido desde la calzada empedrada del acceso sur (Costa de Riago) hasta los restos arqueológicos del primer poblado bereber, al pie del castillo, desde donde, además, se dominan unas vistas sobre el Ebro, el meandro del Tamarigar, el frondoso bosque de ribera y las formaciones dolomíticas por las que pasa

### Iglesia vieja

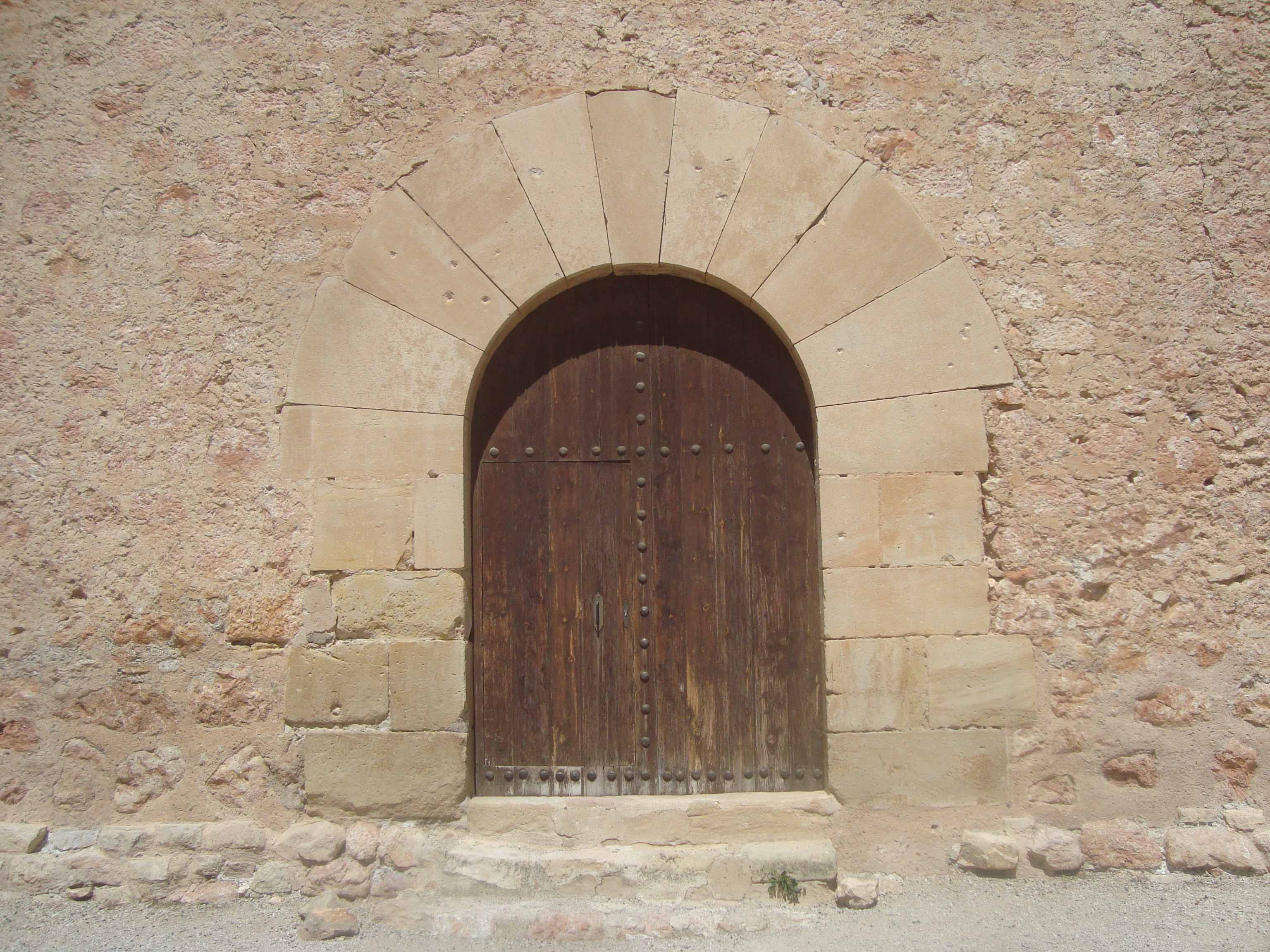
Iglesia vieja

Magnífico templo renacentista, construido por la orden del Hospital entre 1565-1585 sobre la antigua mezquita árabe. Impresiona por su bien proporcionado y puro estilo renacentista, que recuerda a la obra de Brunelleschi, así como por sus esgrafiados y pinturas originales.
Buen ejemplo de los efectos del paso de la Guerra Civil y de la Batalla del Ebro: la pérdida de los retablos, imágenes y el impacto certero de una bomba que atravesó la cúpula.
Recuperada como monumento, hoy se encuentra desacralizada y dispone diversas exposiciones en su interior: una colección de la alfarería típica de Miravet, una muestra de piezas inconográficas medievales pintadas sobre baldosas de barro (inédita) y una exposición de imágenes del paso del Ebro por parte de las tropas republicanas el 25 de julio de 1938.
También destaca por sus pinturas murales de 1730 y por el ara o altar románico original de la iglesia románica del castillo, obra de los caballeros del Temple.
Junto con la Sanaqueta y la Aljama-mezquita constituyen uno de los monumentos más importantes y destacados de Miravet.

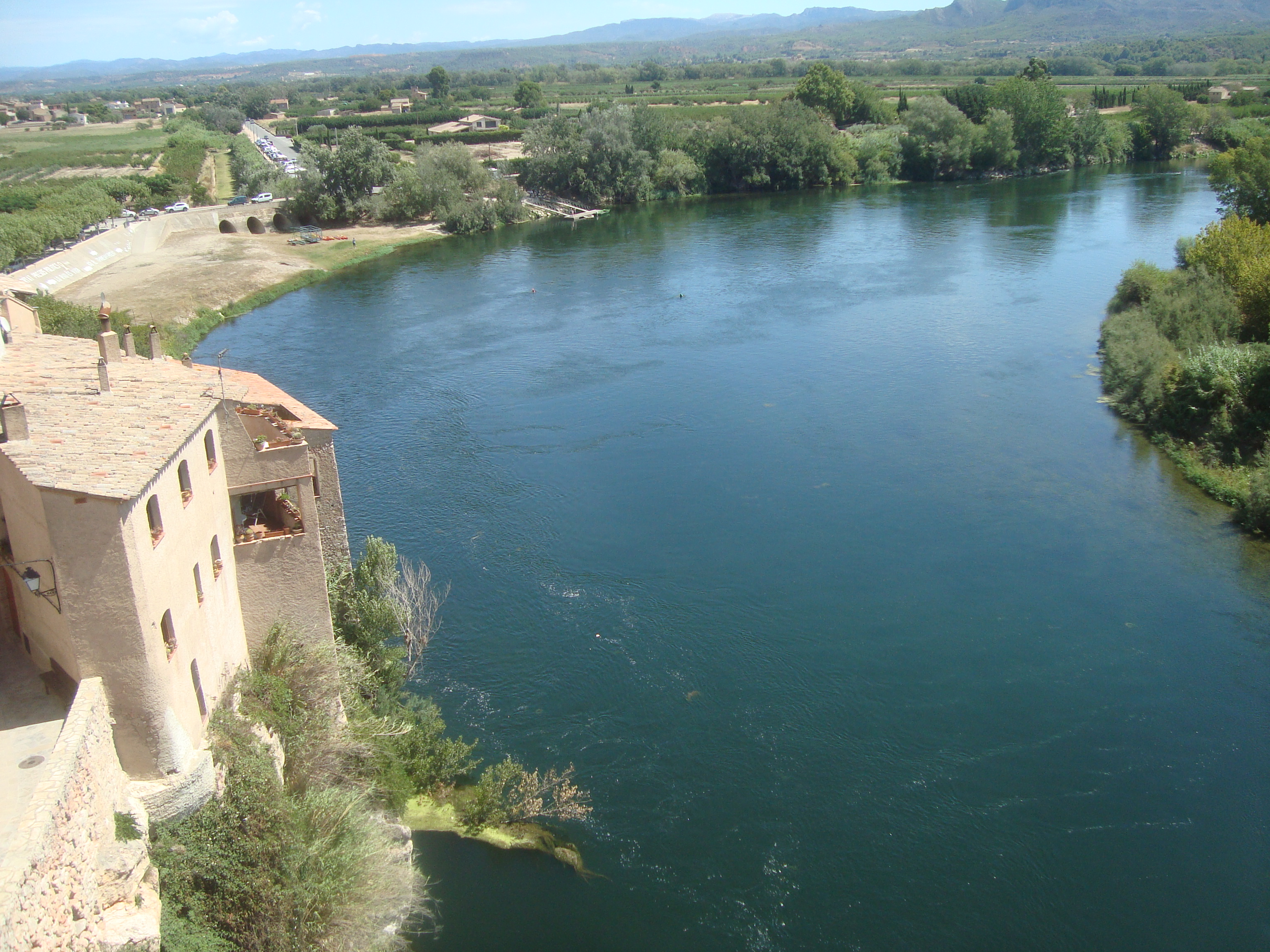
El río Ebro a su paso por Miravet

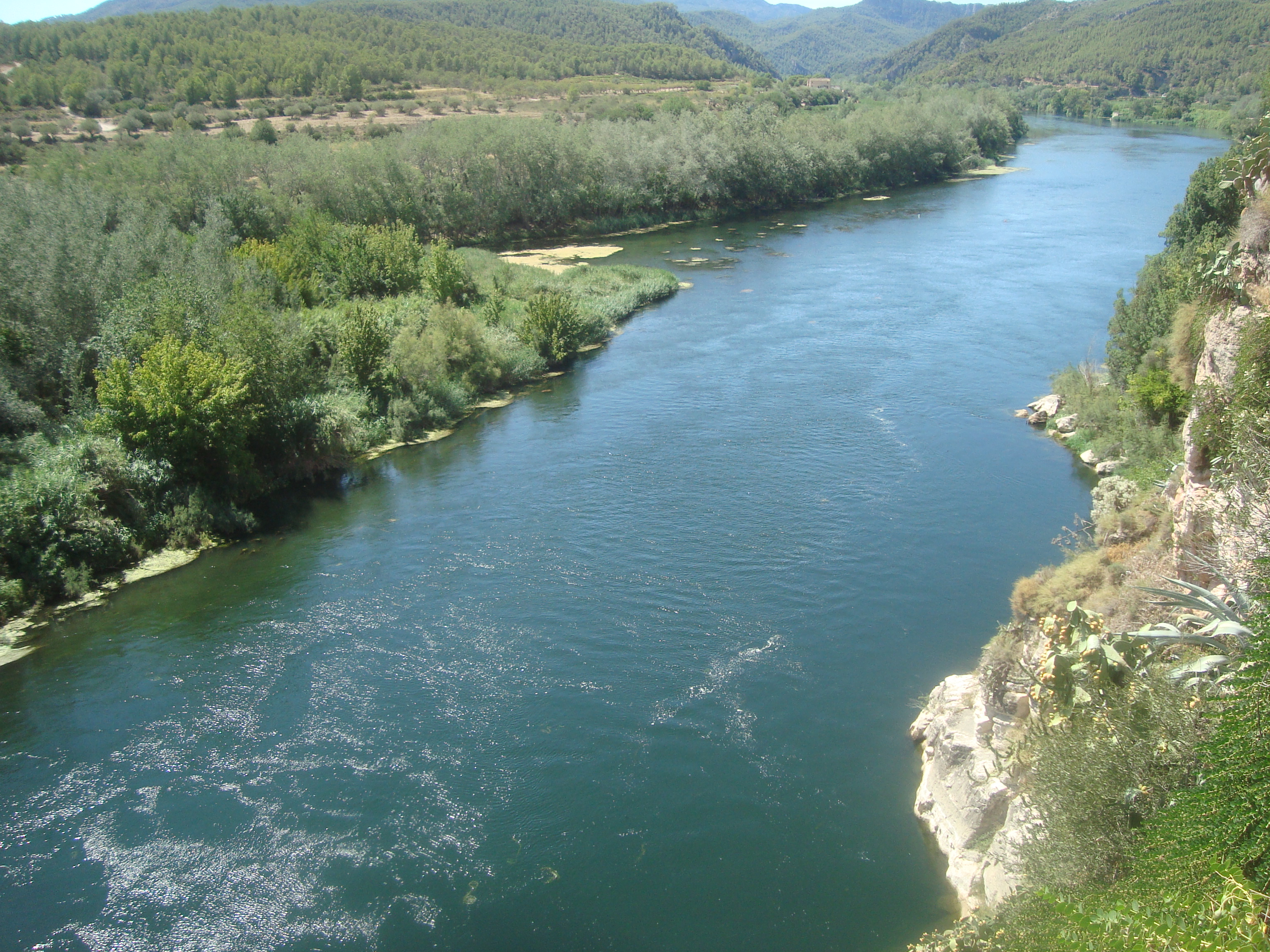
El río Ebro a su paso por Miravet

### Alfarería
Tradición muy arraigada que hace de Miravet y su "raval dels canterers" uno de los últimos pueblos donde aún se mantiene vivo este oficio.
Siete son los talleres alfareros donde aún se pueden adquirir las piezas clásicas de marcado carácter miravetano: "pitxells", cántaros, cadufos, "gerres", lebrillos, etc (algunos de ellos disponen de museos particulares de gran interés).

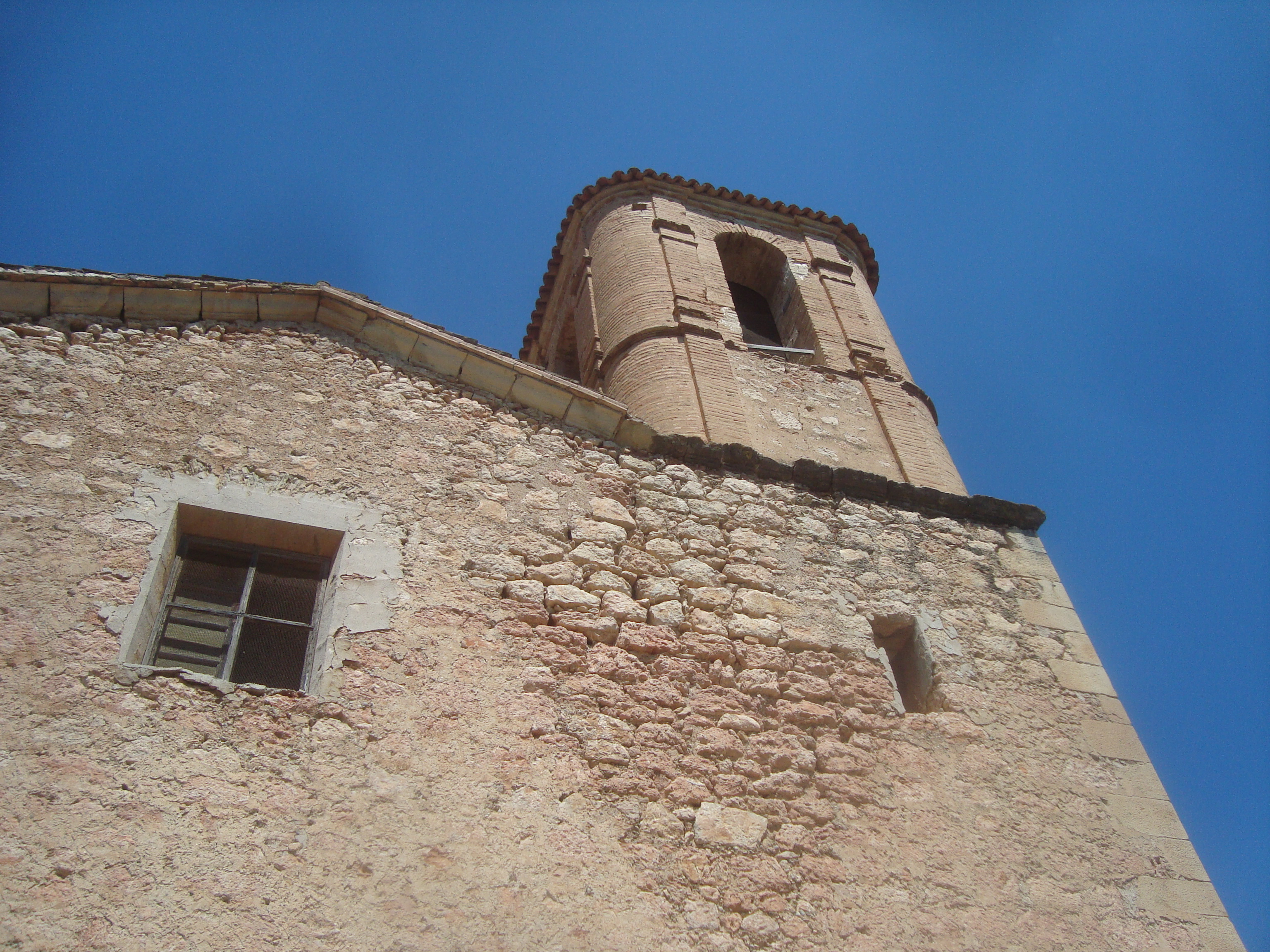
Iglesia vieja